# Ctenella aurantia
Ctenella aurantia är en kammanetart som beskrevs av Carré 1993. Ctenella aurantia ingår i släktet Ctenella och familjen Ctenellidae. Inga underarter finns listade i Catalogue of Life.